# Вітер «Надєжди»
«Вітер „Надєжди“» (рос. «Ветер «Надежды»») — радянський фільм режисера С. Говорухіна, знятий на кіностудії ім. М. Горького в 1977 році.

## Сюжет
Фільм оповідає про курсантів морських училищ, що прямують до Австралії на навчальному вітрильнику «Надєжда». Героїв чекали перші пригоди в їхньому морському житті: перетин кількох морів, підкорення океану і міжнародна Парусна регата. Для головних героїв це плавання є своєрідним тестом на стійкість, за підсумками якого відберуть найкращих…

## У ролях
- Павло Махотін —  Михайло Іванович, капітан вітрильника
- Олексій Міронов —  боцман Петрович
- Олександр Федоров —  Володя Гріманін
- Юрій Шликов —  Льоша Зирянов
- Віталій Махов —  Валерка Носов
- Юрій Земляков —  Семен
- Георгій Маргвелашвілі —  Гія
- Сергій Федоров —  Вася
- Костянтин Кармазін —  Сєва Петрін
- Альгімантас Масюліс —  врятований іноземний вулканолог
- Владлен Паулус —  старпом
- Лев Дуров —  пан Шиманський
- Ірина Терещенко —  офіціантка
- Валерій Янклович —  радист
- Віталій Бєляков —  офіцер
- Олександр Пятков —  кок

## Знімальна група
- Режисер: Станіслав Говорухін
- Сценаристи: Станіслав Говорухін, Борис Лобков
- Оператор: Олександр Філатов
- Композитор: Євген Геворгян
- Звукооператор: Микола Шарий
- Художник: Микола Ємельянов